# Pedda Khimedi
Pedda Kimedi o Pedda Khimedi fou un estat tributari protegit del tipus zamindari al districte de Ganjam a la presidència de Madras, al nord de Parla Kimedi, amb una superfície de 505 km² i una població el 1871 de 40.650 habitants en 194 pobles. La part muntanyosa (Maliyas) tenia 260 pobles i una població de 26.605 habitants (1881) quasi tots hindús. El peshkash o tribut satisfet era de 2.332 lliures i els ingressos anuals s'estimaven en 10.087 lliures.